# جوهان اريناس
جوهان اريناس (بالإسبانية: Jhoan Arenas) (16 يناير 1990 في كولومبيا - ) هو لاعب كرة قدم كولومبي في مركز الهجوم. لعب مع إنديبندينتي ميديلين ونادي زامورا وFC Akzhayik ‏ وإستوديانتس دي ماردة ‏.

## روابط خارجية
- جوهان اريناس على موقع قاعدة بيانات كرة القدم.إي يو (الإنجليزية)
- جوهان اريناس على موقع Soccerway.com (الإنجليزية)
- جوهان اريناس على موقع عالم كرة القدم.نت (الإنجليزية)
- جوهان اريناس على موقع AS.com (الإسبانية)